# Sasauli
Sasauli là một thị trấn thống kê (census town) của quận Yamunanagar thuộc bang Haryana, Ấn Độ.

## Nhân khẩu
Theo điều tra dân số năm 2001 của Ấn Độ, Sasauli có dân số 15.753 người. Phái nam chiếm 54% tổng số dân và phái nữ chiếm 46%. Sasauli có tỷ lệ 78% biết đọc biết viết, cao hơn tỷ lệ trung bình toàn quốc là 59,5%: tỷ lệ cho phái nam là 84%, và tỷ lệ cho phái nữ là 71%. Tại Sasauli, 10% dân số nhỏ hơn 6 tuổi.